# Liste de films tournés dans le département de la Loire
Un certain nombre d'œuvres cinématographiques et télévisuelles ont été tournés dans le département de la Loire.
Voici une liste à compléter de films, téléfilms, feuilletons télévisés, films documentaires… tournés dans le département de la Loire, classés par commune et lieu de tournage et date de diffusion.
- Haut – A
- B
- C
- D
- E
- F
- G
- H
- I
- J
- K
- L
- M
- N
- O
- P
- Q
- R
- S
- T
- U
- V
- W
- X
- Y
- Z

## A
- Haut – A
- B
- C
- D
- E
- F
- G
- H
- I
- J
- K
- L
- M
- N
- O
- P
- Q
- R
- S
- T
- U
- V
- W
- X
- Y
- Z

## B
- Haut – A
- B
- C
- D
- E
- F
- G
- H
- I
- J
- K
- L
- M
- N
- O
- P
- Q
- R
- S
- T
- U
- V
- W
- X
- Y
- Z

- Bassin houiller de la Loire
  - 1958 : Les Pays de la Loire, documentaire de René Corpel et Bernard Pasdeloup

- Le Bessat
  - 1996 : Les Aveux de l'innocent de Jean-Pierre Améris
  - 2008 : Coupable de Laetitia Masson

- Bonson
  - 1972 : Faustine et le Bel Été de Nina Companeez

## C
- Haut – A
- B
- C
- D
- E
- F
- G
- H
- I
- J
- K
- L
- M
- N
- O
- P
- Q
- R
- S
- T
- U
- V
- W
- X
- Y
- Z

- Chazelles-sur-Lyon
  - 2014 : Lettre à France, téléfilm de Stéphane Clavier[1]

- Civens
  - 2016 : Orpheline d'Arnaud des Pallières

- Le Coteau
  - 2016 : La Fille du patron d'Olivier Loustau

## D
- Haut – A
- B
- C
- D
- E
- F
- G
- H
- I
- J
- K
- L
- M
- N
- O
- P
- Q
- R
- S
- T
- U
- V
- W
- X
- Y
- Z

## E
- Haut – A
- B
- C
- D
- E
- F
- G
- H
- I
- J
- K
- L
- M
- N
- O
- P
- Q
- R
- S
- T
- U
- V
- W
- X
- Y
- Z

- Épercieux-Saint-Paul
  - 2016 : Orpheline d'Arnaud des Pallières

## F
- Haut – A
- B
- C
- D
- E
- F
- G
- H
- I
- J
- K
- L
- M
- N
- O
- P
- Q
- R
- S
- T
- U
- V
- W
- X
- Y
- Z

- Firminy
  - 1995 : En mai fais ce qu'il te plaît de Pierre Grange[2]
  - 1997 : Ni d'Ève ni d'Adam de Jean Paul Civeyrac
  - 1999 : Sombre de Philippe Grandrieux

## G
- Haut – A
- B
- C
- D
- E
- F
- G
- H
- I
- J
- K
- L
- M
- N
- O
- P
- Q
- R
- S
- T
- U
- V
- W
- X
- Y
- Z

- Genilac
  - 2018 : La fête est finie de Marie Garel-Weiss

## H
- Haut – A
- B
- C
- D
- E
- F
- G
- H
- I
- J
- K
- L
- M
- N
- O
- P
- Q
- R
- S
- T
- U
- V
- W
- X
- Y
- Z

## J
- Haut – A
- B
- C
- D
- E
- F
- G
- H
- I
- J
- K
- L
- M
- N
- O
- P
- Q
- R
- S
- T
- U
- V
- W
- X
- Y
- Z

## L
- Haut – A
- B
- C
- D
- E
- F
- G
- H
- I
- J
- K
- L
- M
- N
- O
- P
- Q
- R
- S
- T
- U
- V
- W
- X
- Y
- Z

- Lérigneux
  - 1994 : Le Bateau de mariage de Jean-Pierre Améris

- Lézigneux
  - 2017 : Sans adieu de Christophe Agou

## M
- Haut – A
- B
- C
- D
- E
- F
- G
- H
- I
- J
- K
- L
- M
- N
- O
- P
- Q
- R
- S
- T
- U
- V
- W
- X
- Y
- Z

- Maclas
  - 2003 : Effroyables Jardins de Jean Becker

- Montbrison
  - 1967 : Jacquou le Croquant, mini-série de Stellio Lorenzi
  - 2000 : Les Savates du bon Dieu de Jean-Claude Brisseau
  - 2006 : Le Temps des porte-plumes de Daniel Duval

## N
- Haut – A
- B
- C
- D
- E
- F
- G
- H
- I
- J
- K
- L
- M
- N
- O
- P
- Q
- R
- S
- T
- U
- V
- W
- X
- Y
- Z

- Noailly
  - 2016 : Les Saisons, documentaire de Jacques Perrin et Jacques Cluzaud[3]

- Noirétable
  - 1994 : Le Bateau de mariage de Jean-Pierre Améris
  - 2017 : Avant la fin de l'été de Maryam Goormaghtigh

## O
- Haut – A
- B
- C
- D
- E
- F
- G
- H
- I
- J
- K
- L
- M
- N
- O
- P
- Q
- R
- S
- T
- U
- V
- W
- X
- Y
- Z

## P
- Haut – A
- B
- C
- D
- E
- F
- G
- H
- I
- J
- K
- L
- M
- N
- O
- P
- Q
- R
- S
- T
- U
- V
- W
- X
- Y
- Z

- Panissières
  - 2016 : Orpheline d'Arnaud des Pallières

- Pélussin
  - 2003 : Effroyables Jardins de Jean Becker

- Pilat
  - 1989 : Noce blanche de Jean-Claude Brisseau
  - 1996 : Les Aveux de l'innocent de Jean-Pierre Améris
  - 2003 : Effroyables Jardins de Jean Becker
  - 2006 : Je m'appelle Élisabeth de Jean-Pierre Améris
  - 2008 : Coupable de Laetitia Masson
  - 2015 : Qui c'est les plus forts ? de Charlotte de Turckheim
  - 2018 : Mélancolie ouvrière, téléfilm de Gérard Mordillat

- Planfoy
  - 2015 : Qui c'est les plus forts ? de Charlotte de Turckheim

## R
- Haut – A
- B
- C
- D
- E
- F
- G
- H
- I
- J
- K
- L
- M
- N
- O
- P
- Q
- R
- S
- T
- U
- V
- W
- X
- Y
- Z

- Riorges
  - 2016 : La Fille du patron d'Olivier Loustau

- Rive-de-Gier
  - 2007 : La Fille coupée en deux de  Claude Chabrol
  - 2018 : La fête est finie de Marie Garel-Weiss

- Roanne
  - 1958 : Les Pays de la Loire, documentaire de René Corpel et Bernard Pasdeloup
  - 1995 : Le bonheur est dans le pré d'Étienne Chatiliez[4]
  - 2010 : Les Émotifs anonymes de Jean-Pierre Améris
  - 2015 : La Vie très privée de Monsieur Sim de Michel Leclerc
  - 2016 : La Fille du patron d'Olivier Loustau

- Roisey
  - 2003 : Effroyables Jardins de Jean Becker

- Rozier-Côtes-d'Aurec
  - 2009 : Liberté de Tony Gatlif

## S
- Haut – A
- B
- C
- D
- E
- F
- G
- H
- I
- J
- K
- L
- M
- N
- O
- P
- Q
- R
- S
- T
- U
- V
- W
- X
- Y
- Z

- Saint-Alban-les-Eaux

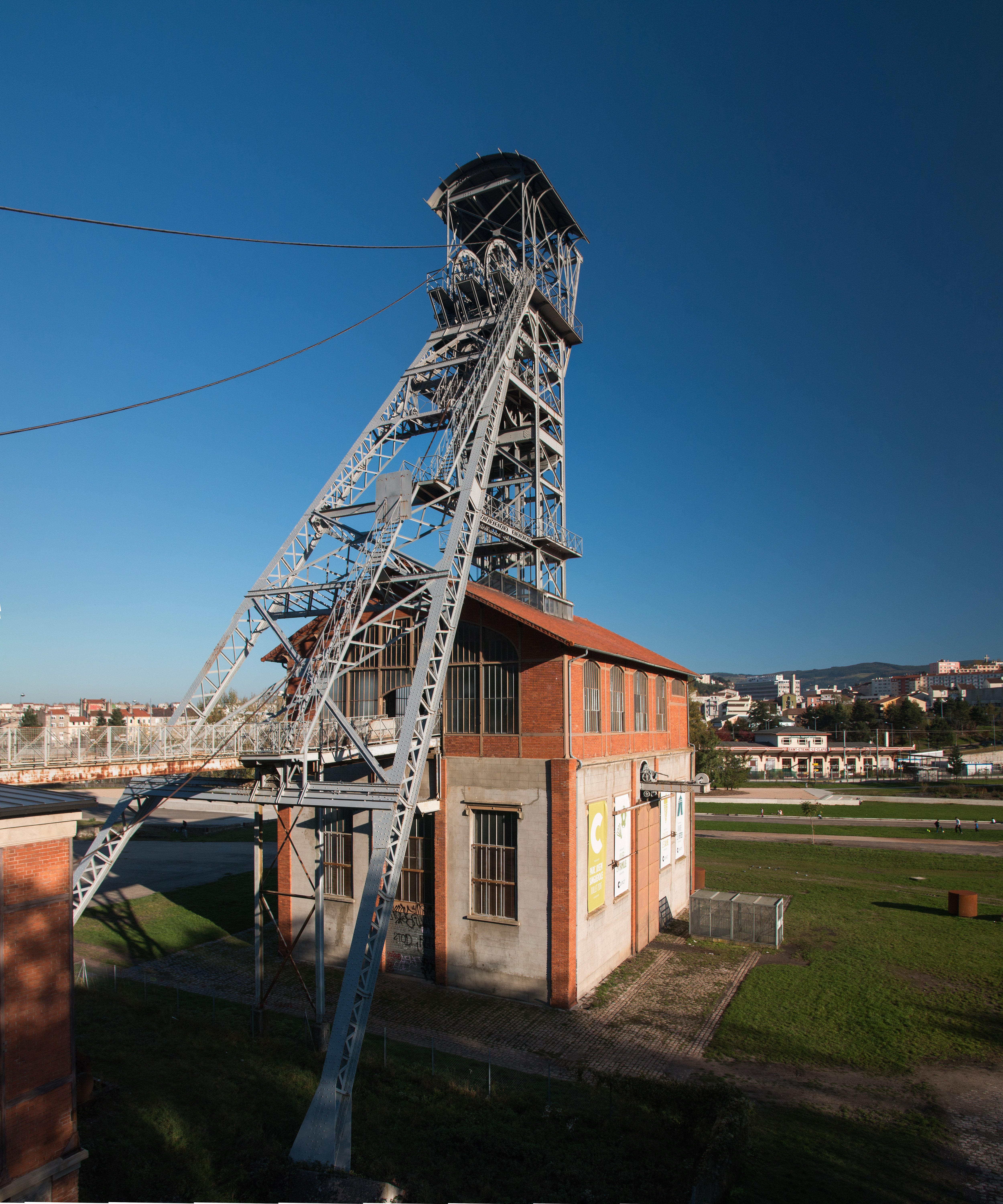
Puits Couriot à Saint-Étienne.

  - 2008 : Capitaine Achab de Philippe Ramos

- Saint-Bonnet-le-Château
  - 2010 : Liberté de Tony Gatlif

- Saint-Bonnet-le-Courreau
  - 2006 : Le Temps des porte-plumes de Daniel Duval

- Saint-Chamond
  - 2015 : Qui c'est les plus forts ? de Charlotte de Turckheim
  - 2018 : La fête est finie de Marie Garel-Weiss

- Saint-Étienne
  - 1958 : Les Pays de la Loire, documentaire de René Corpel et Bernard Pasdeloup
  - 1974 : L'Horloger de Saint-Paul de Bertrand Tavernier
  - 1977 : Le Juge Fayard dit « le Shériff » d'Yves Boisset
  - 1989 : Noce blanche de Jean-Claude Brisseau[5]
  - 1991 : Le Brasier d'Éric Barbier[6]
  - 1993 : Le Pays des sourds de Nicolas Philibert
  - 1996 : Les Aveux de l'innocent de Jean-Pierre Améris
  - 1997 : Ni d'Ève ni d'Adam de Jean-Paul Civeyrac
  - 1999 : Sombre de Philippe Grandrieux
  - 2000 : Les Savates du bon Dieu de Jean-Claude Brisseau
  - 2008 : Les Yeux bandés de Thomas Lilti
  - 2008 : Coupable de Laetitia Masson
  - 2009 : La Grande Vie de Emmanuel Salinger
  - 2012 : L'Ile : les Naufragés de la terre perdue de Olivier Boillot[6]
  - 2014 : Des lendemains qui chantent de Nicolas Castro
  - 2014 : Bodybuilder de Roschdy Zem
  - 2014 : Geronimo de Tony Gatlif
  - 2015 : Qui c'est les plus forts ? de Charlotte de Turckheim

- Saint-Genest-Malifaux
  - 1989 : Noce blanche de Jean-Claude Brisseau

- Saint-Joseph
  - 2018 : La fête est finie de Marie Garel-Weiss

- Saint-Julien-Molin-Molette
  - 2018 : Mélancolie ouvrière, téléfilm de Gérard Mordillat[7],[8]

- Saint-Just-Saint-Rambert
  - 1972 : Faustine et le Bel Été de Nina Companeez
  - 2007 : Les Ballets écarlates de Jean-Pierre Mocky[9]
  - 2008 : Villa Marguerite de Denis Malleval

- Saint-Martin-la-Plaine
  - 2007 : La Tête de maman de Carine Tardieu

- Saint-Paul-en-Jarez
  - 2015 : Qui c'est les plus forts ? de Charlotte de Turckheim

- Saint-Rirand
  - 2008 : Capitaine Achab de Philippe Ramos

- Saint-Victor-sur-Loire
  - 1977 : Le Juge Fayard dit « le Shériff » d'Yves Boisset
  - 2014 : Des lendemains qui chantent de Nicolas Castro

- Savigneux
  - 2017 : Sans adieu de Christophe Agou

- Sury-le-Comtal
  - 1972 : Faustine et le Bel Été de Nina Companeez

## T
- Haut – A
- B
- C
- D
- E
- F
- G
- H
- I
- J
- K
- L
- M
- N
- O
- P
- Q
- R
- S
- T
- U
- V
- W
- X
- Y
- Z

- La Talaudière
  - 1996 : Les Aveux de l'innocent de Jean-Pierre Améris
  - 2014 : Bodybuilder de Roschdy Zem

## U
- Haut – A
- B
- C
- D
- E
- F
- G
- H
- I
- J
- K
- L
- M
- N
- O
- P
- Q
- R
- S
- T
- U
- V
- W
- X
- Y
- Z

## V
- Haut – A
- B
- C
- D
- E
- F
- G
- H
- I
- J
- K
- L
- M
- N
- O
- P
- Q
- R
- S
- T
- U
- V
- W
- X
- Y
- Z

- Villars
  - 2014 : Bodybuilder de Roschdy Zem